# Discografia di Duke Ellington

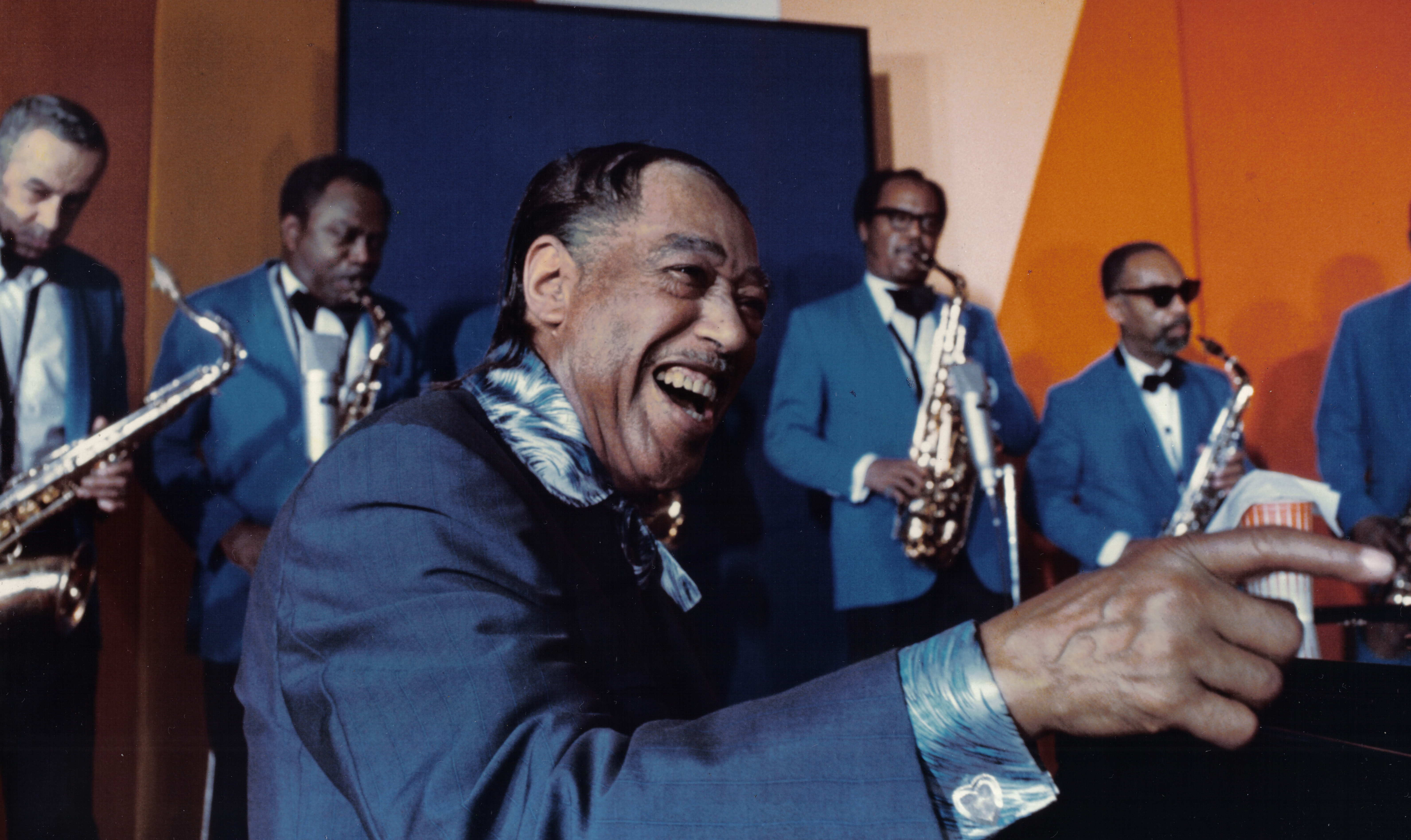
Duke Ellington suona con un'orchestra nel film L'aventure du jazz.

Questa è la discografia di Duke Ellington, musicista e compositore di musica jazz del XX secolo.

## Discografia

### Anni venti

#### 1926
- 1924-1926: The Birth of A Band Vol. 1 (EPM Musique) (1988)
- The Birth of Big Band Jazz (Riverside) (EP) (1956)
- Complete Edition (1924-1926) (Masters of Jazz)

#### 1927
- The Chronological Duke Ellington & His Orchestra 1924-1927 (Classics)
- Complete Edition (1926-1927) (Masters of Jazz)

#### 1928
- Duke Ellington and His Orchestra: 1927-1928 (Classics) (1996)
- Duke Ellington and His Orchestra: 1928 (Classics)
- Complete Vol. 1: 1925-1928 (Columbia - France) (1973)
- The Chronological Duke Ellington & His Orchestra 1927-1928 (Classics)
- The Chronological Duke Ellington & His Orchestra 1928 (Classics)
- Complete Edition (1927-1928) (Masters of Jazz)
- Complete Edition (1928) (2 dischi) (Masters of Jazz)

#### 1929
- Flaming Youth (1927-1929) (RCA Victor) (1965)
- The Chronological Duke Ellington & His Orchestra 1928-1929 (Classics)
- The Chronological Duke Ellington & His Orchestra 1929 (Classics)
- Complete Edition (1929) (2 dischi) (Masters of Jazz)

### Anni trenta

#### 1930
- The Okeh Ellington (Columbia) (1927-1930) (pubblicato nel 1991)
- The Works of Duke: Vol. 1 - Vol. 5 (RCA) (1927-1930)
- The Chronological Duke Ellington & His Orchestra 1929-1930 (Classics)
- The Chronological Duke Ellington & His Orchestra 1930 (2 volume) (Classics)
- Complete Edition (1929-1930) (Masters of Jazz)
- Complete Edition (1930) (2 dischi) (Masters of Jazz)

#### 1931
- Early Ellington: The Complete Brunswick Recordings (3 dischi) (Decca) (1926-1931) (pubblicato nel 1994)
- Jazz Heritage Brunswick/Vocalion Rarities (1926-1931) (MCA) (pubblicato nel 1983)
- Mood Indigo (1927-1931) (Columbia) (pubblicato nel 1992)
- The Chronological Duke Ellington & His Orchestra 1930-31 (Classics)
- Complete Edition (1930-1931) (Masters of Jazz)

#### 1932
- Jungle Nights in Harlem (1927-1932) (Bluebird) (pubblicato nel 1991)
- Jazz Cocktail (AVS/Living Era) (1928-1932)
- The Chronological Duke Ellington & His Orchestra 1931-32 (Classics)

#### 1933
- The Chronological Duke Ellington & His Orchestra 1932-33 (Classics)
- The Chronological Duke Ellington & His Orchestra 1933 (Classics)

#### 1934
- Early Ellington: 1927-1934 (Bluebird) (pubblicato nel 1954; pubblicato in CD nel 1990 dalla RCA)
- Duke Ellington 1927-1934 (Nimbus) (1991)
- Great Original Performances 1927-1934 (Mobile Fidelity (pubblicato nel 1989)
- Jubilee Stomp (Bluebird) (1928-1934)

#### 1935
- The Chronological Duke Ellington & His Orchestra 1933-35 (Classics)

#### 1936
- Rockin' in Rhythm (1927-1936) (Jazz Hour) (pubblicato nel 1996)
- The Chronological Duke Ellington & His Orchestra 1935-36 (Classics)

#### 1937
- The Chronological Duke Ellington & His Orchestra 1936-37 (Classics)
- The Chronological Duke Ellington & His Orchestra 1937 (2 volumi) (Classics)

#### 1938
- Braggin' in Brass: The Immortal 1938 Year (Portrait)
- The Chronological Duke Ellington & His Orchestra 1938 (Classics)

#### 1939
- Duke Ellington Playing the Blues (1927-1939) (Black and Blue) (Released 2002)
- The Duke's Men: Small Groups vol. 2, 1938-1939 (Columbia/Vocalion)
- The Blanton–Webster Band (1939-1942) (RCA/BlueBird)
- The Chronological Duke Ellington & His Orchestra 1938-39 (Classics)
- The Chronological Duke Ellington & His Orchestra 1939 (2 volumi) (Classics)

### Anni quaranta

#### 1940
- On the Air
- Fargo, North Dakota, November 7, 1940 (Vintage Jazz Classics)
- The Duke in Boston (Jazz Unlimited)
- The British Connection: 1933-1940 (Jazz Unlimited)
- The Chronological Duke Ellington & His Orchestra 1939-40 (Classics)
- The Chronological Duke Ellington & His Orchestra 1940 (2 volumes) (Classics)

#### 1941
- Take the "A" Train (Vintage Jazz Classics)
- The Great Ellington Units (Bluebird)
- 1941 Classics - Live in Hollywood (Alamac)
- The Chronological Duke Ellington & His Orchestra 1940-41 (Classics)
- The Chronological Duke Ellington & His Orchestra 1941 (Classics)

#### 1942
- Hollywood Swing & Jazz (1937-1942) (Rhino)

#### 1943
- Black, Brown and Beige (Storyville, I versione)
- The Carnegie Hall Concerts: January 1943 (Prestige)
- The Carnegie Hall Concerts: December 1943 (Storyville)
- Live at the Hurricane (Storyville)

#### 1944
- The Carnegie Hall Concerts: December 1944 (Prestige)
- The Chronological Duke Ellington & His Orchestra 1942-44 (Classics)

#### 1945
- The Chronological Duke Ellington & His Orchestra 1944-45 (Classics)
- The Chronological Duke Ellington & His Orchestra 1945 (2 volumi) (Classics)
- The Treasury Shows 1943-1945 (13 LP doppi) (D.E.T.S.)
- Duke's Joint (1943-1945) (Buddha)
- The Duke Ellington World Broadcasting Series (Circle)

#### 1946
- The Carnegie Hall Concerts: January 1946 (Prestige)
- The Chronological Duke Ellington & His Orchestra 1945-46 (Classics)
- The Chronological Duke Ellington & His Orchestra 1946 (2 volumi) (Classics)
- The Great Chicago Concerts (Music Masters)
- Happy Go Lucky Local (Musicraft)

#### 1947
- The Carnegie Hall Concerts: December 1947 (Prestige)
- Daybreak Express
- Live at the Hollywood Bowl
- Duke Ellington Vol. 4: April 30, 1947
- The Chronological Duke Ellington & His Orchestra 1946-47 (Classics)
- The Chronological Duke Ellington & His Orchestra 1947 (2 volumes) (Classics)
- Duke Ellington at Ciro's (Dems)
- Liberian Suite (Columbia)

#### 1948
- Live at Click Restaurant Philadelphia Vol. 1
- Live at Click Restaurant Philadelphia Vol. 2
- Carnegie Hall 11/30/1948 (Prestige)
- The Chronological Duke Ellington & His Orchestra 1947-48 (Classics)
- Cornell University (Music Masters)

#### 1949
- The Chronological Duke Ellington & His Orchestra 1948-49 (Classics)
- Duke Ellington at the Hollywood Empire (Storyville)

### Anni cinquanta

#### 1950
- Masterpieces by Ellington (Columbia)
- Great Times! (Riverside)
- The Chronological Duke Ellington & His Orchestra 1949-50 (Classics)
- The Chronological Duke Ellington & His Orchestra 1950 (Classics)
- Live In Zurich, Switzerland 2.5.1950 (TCB Music)

#### 1951
- Hi-Fi Ellington Uptown
- Johnny Hodges, Duke Ellington, and Billy Strayhorn All Stars (Prestige)
- The Chronological Duke Ellington & His Orchestra 1950-51 (Classics)
- The Chronological Duke Ellington & His Orchestra 1951 (Classics)

#### 1952
- Duke on the Air
- The Seattle Concert
- Live at the Blue Note (Bandstand)
- Duke Ellington at Birdland (Jazz Unlimited)
- The Chronological Duke Ellington & His Orchestra 1952 (Classics)
- Uptown (Columbia)

#### 1953
- The Pasadena Concert (GNP)
- Premiered by Ellington
- The Duke Plays Ellington (alias Piano Reflections)
- Ellington Showcase
- Duke Ellington Plays the Blues
- Ellington Uptown (Columbia)
- Satin Doll
- The Chronological Duke Ellington & His Orchestra 1952-53 (Classics)
- The Chronological Duke Ellington & His Orchestra 1953 (2 volumi) (Classics)

#### 1954
- Dance to the Duke! (Capitol)
- Duke Ellington Plays
- Happy Birthday Duke! April 29 Birthday Sessions (Laserlight)
- 1954 Los Angeles Concert (GNP)

#### 1955
- Ellington '55 (Capitol)
- Duke's Mixture
- The Duke and His Men
- Jazz Masters: 1953-1955 (EMI)
- The Washington, D.C. Armory Concert (Jazz Guild)
- The Complete Capitol Recordings of Duke Ellington
- The Carnegie Hall Concerts: March 1955

#### 1956
- Studio Sessions, Chicago, 1956_ The Private Collection Vol. 1 (Saja)
- Blue Rose (Columbia)
- Historically Speaking (Betlehem)
- Duke Ellington Presents... (Bethlehem)
- Ellington at Newport (Columbia)
- Ellington at Newport-Complete (1999; riedizione integrale e restaurata)
- Live From The 1956 Stratford Festival (Music and Arts)
- A Drum is a Woman (Columbia)
- Al Hibbler with the Duke (Columbia)
- The Complete Porgy and Bess (Betlehem)

1957
- Such Sweet Thunder (Columbia)

- Ella Fitzgerald Sings the Duke Ellington Songbook
- Piano in the Foreground (Columbia) (anche 1962)
- Ellington Indigos (Columbia)
- The Girl's Suite & The Perfume Suite (Columbia) (anche 1962)
- Live at the 1957 Stratford Music Festival (Music & Arts)
- All-Star Road Band - Volume 2 (CBS)

#### 1958
- Black, Brown and Beige (Columbia)
- Jazz at the Plaza (Columbia)
- Duke Ellington at the Bal Masque (Columbia)
- The Cosmic Scene: Duke Ellington's Spacemen (Columbia)
- Happy Reunion (Sony)
- Newport 1958 (Columbia)
- Blues in Orbit (Columbia)
- Duke Ellington At The Alhambra (Pablo)
- The Duke in Munich (Storyville)
- In Concert at the Salle Pleyel Paris, 1958 (Magic)
- The Girls And Premieres (Maison Du Duke) (anche 1963)

#### 1959
- Jazz Party (Columbia)
- Festival Session (Columbia)
- The Ellington Suites (Pablo Rec 1959 &1972)
- Anatomy of a Murder (Anatomia di un omicidio Soundtrack) (Columbia)
- Duke Ellington and Johnny Hodges: Back to Back (Verve)
- Duke Ellington and Johnny Hodges: Side by Side (Verve)
- Elegant Mister Ellington
- The Duke's DJ Special (Fresh Sound)
- Live in Paris 1959 (Affinity)
- Live at the Blue Note (Roulette)

### Anni sessanta

#### 1960
- Three Suites (Columbia)
- Piano in the Background (Columbia)
- The Nutcracker Suite (Columbia)
- Peer Gynt Suite/Suite Thursday
- Swinging Suites by Edward E. and Edward G.
- Paris Blues (Columbia)
- Reminiscing in Tempo (1928-1960) (Columbia)
- Unknown Session (French Columbia)
- Hot Summer Dance (Red Baron)
- Live At Monterey 1960 (Status)

#### 1961
- Louis Armstrong and Duke Ellington (Roulette). (ristampato nel 2001 dalla Blue Note Records come The Great Summit)
- First Time! The Count Meets the Duke (Columbia)
- Paris Blues (Ryko)

#### 1962
- Duke Ellington & John Coltrane (Impulse)
- Duke Ellington Meets Coleman Hawkins (Impulse)
- Money Jungle
- Afro-Bossa (Reprise)
- Midnight in Paris (Columbia)
- MOMA Recital_Piano Solo & Trio (Maison Du Duke)
- All American in Jazz (Columbia)
- Will the Big Bands Ever Come Back? (Reprise)
- Duke Ellington Featuring Paul Gonsalves
- Studio Sessions, New York, 1962 (Saja)
- Recollections of the Big Band Era (Atlantic)
- The Feeling of Jazz (Black Lion)
- Duke 56/62 (in three volumes) (CBS)

#### 1963
- The Great Paris Concert (pubblicato nel 1973)
- A Morning in Paris (pubblicato nel 1996, ristampa 2007/08)
- Jazz Violin Session (Reprise ripubblicato nel 1976 con la Atlantic)
- Studio Sessions, New York, 1963 (Saja)
- In The Uncommon Market (Pablo)
- Serenade to Sweden (Telstar)
- My People (Red Baron)
- Wise Woman Blues (Rosetta)

#### 1964
- Hits of the Sixties: This Time By Ellington
- Duke Ellington Plays Mary Poppins (Reprise)
- Jazz Group 1964 (Jazz Anthology)
- Live at Carnegie Hall 1964 (Jazz Up)
- Harlem (Pablo)
- All-Star Road Band (CBS)
- At Basin Street East (Music & Arts)
- London: The Great Concerts (MusicMasters)
- New York Concert (Musicmasters)

#### 1965
- Concert in the Virgin Isles
- Ella at Duke's Place (Verve)
- The Symphonic Ellington  (Reprise)
- The Duke at Tanglewood
- Jumpin' Pumkins
- Ellington '65 (Reprise)
- Ellington '66 (Reprise)
- '65 Revisited (Affinity)
- Two Great Concerts (1949 e 1965) (Accord)
- A Concert of Sacred Music From Grace Cathedral (Status)

#### 1966
- The Stockholm Concert, 1966 (Pablo)
- Solo & Quintet: I'm Beginning To See The Light (West Wind)
- The Pianist  (Fantasy) (3 tracce registrate nel 1970)
- The Popular Duke Ellington (RCA)
- S.R.O. (LRC Ltd)
- Cote d'Azure Concerts (Box 7 Cd-Verve)  (riedita tutto quanto registrato nel luglio '66 sulla Costa azzurra inclusi Ella and Duke at the Cote D'Azur, Soul Call )
- In the Uncommon Market (Pablo)
- Live at the Greek - 9/23/1966
- The Far East Suite (RCA)

#### 1967
- Live in Italy (Jazz Up)
- The Piano Player (Pablo)
- The Intimacy of the Blues (Fantasy)
- The Jaywalker (Storyville)
- The Greatest Jazz Concert In The World (Pablo)
- North of the Border in Canada (Decca) (ristampato come Collages) è un album della Ron Collier Orchestra con Duke Ellington come solista
- ...And His Mother Called Him Bill (Bluebird)
- Francis A. & Edward K. (Reprise) (con Frank Sinatra)
- Johnny Come Lately
- Live at the Rainbow Grill
- Beyond Category: The Musical Genius of Duke Ellington (1927-1967) (Smithsonian)
- 1967 European Tour (Lone Hill)
- Berlin '65 / Paris '67 (Pablo)

#### 1968
- The Famed Fieldcup Concert
- Latin American Suite (Fantasy)
- Yale Concert (Fantasy)  (pubblicato nel 1973)
- Second Sacred Concert (live) (Prestige)
- Studio Sessions, New York, 1968 (Saja)
- Live in Mexico (Tring)

#### 1969
- 70th Birthday Concert (Blue Note)
- The Intimate Ellington (Pablo)
- Up in Duke's Workshop (Pablo)
- Pretty Woman
- Standards: Live at at Salle Pleyel
- April in Paris (West Wind)

### Anni settanta

#### 1970
- New Orleans Suite (Atlantic)

#### 1971
- The Afro-Eurasian Eclipse (Fantasy)
- Togo Brava Suite (Storyville)
- The English Concerts: 1969 and 1971 (Sequel)
- Up in Duke's Workshop (Pablo)

#### 1972
- Live at the Whitney (pubblicato nel 1995) (Impulse)
- This One's for Blanton (con Ray Brown) (Pablo)

#### 1973
- Duke's Big 4 (Pablo)
- Third Sacred Concert: The Majesty of the God
- Duke Ellington & Teresa Brewer: It Don't Mean a Thing If It Ain't Got That Swing (Columbia)
- Rugged Jungle (Lost Secret Records)
- Eastbourne Performance  (RCA)

#### 1974
- Recollections of the Big Band Era
- Duke's Big 4

## Box Set e antologie
- (1926-31) Early Ellington: The Complete Brunswick And Vocalion Recordings Of D E,  (GRP Records/ Verve Music Group)
- (1924-47) Complete Works: 1924-1947 (Proper UK) (C)
- (1926-49) Masterpieces, (Proper)
- (1924-73)The Centennial Edition: The Complete RCA-Victor Recordings - (24CD) RCA
- (1936-40) Small Group Sessions (Mosaic) ()
- (1940-49) The Duke Box (Storyville) (8CD)
- (1951-53) The Complete Capitol Recordings (Blue Note) (5CD)
- (1956–71) The Private Collection (Saja) (10CD)
- (1962-67) The Reprise Studio Recordings (Mosaic) (6CD)
- Duke Ellington's Incidental Music for Shakespeare's Play Timon of Athens, adattamento di Stanley Silverman (1993). Ellington non suona nelle registrazioni, ma sono incluse delle sue composizioni precedentemente inedite.